# Tolowa (taal)
Tolowa (Taa-laa-wa), ook Chetco-Tolowa of Siletz Dee-ni genoemd, is een indiaanse taal van de Athabaskische taalfamilie die gesproken werd door de Tolowa en Chetco langs de kust van Noord-Californië en Zuid-Oregon in de Verenigde Staten. Samen met Galice-Applegate, Tututni en Upper Umpqua vormt het Tolowa de subgroep van de Oregon-Athabaskische talen.
Ten tijde van het eerste contact met Europeanen werd Tolowa gesproken in verschillende dorpen langs de kust van Del Norte County in het uiterste noordwesten van Californië en langs de zuidelijke kust van het aangrenzende Curry County in Oregon. De term Tolowa (soms ook Smith River) wordt voornamelijk gebruikt in Californië, waar de meeste Tolowa zijn aangesloten bij de Smith River Rancheria. In Oregon zijn de meeste Chetco-Tolowa aangesloten bij de Confederated Tribes of Siletz en verwijzen naar zichzelf met Chetco of Deeni.